# Tirreno-Adriatico 1988
Tirreno-Adriatico 1988 est la 23e édition de la course cycliste par étapes italienne Tirreno-Adriatico. L’épreuve se déroule entre le 11 et le 17 mars 1988, sur un parcours de 929,9 km.
Le vainqueur de la course est le Suisse Erich Maechler (Carrera Jeans).

## Classements des étapes
| Étape | Date    | Villes étapes                         | km    | Vainqueur d’étape        | Leader du classement général |
| ----- | ------- | ------------------------------------- | ----- | ------------------------ | ---------------------------- |
| 1     | 11 mars | Bacoli - Bacoli                       | 10,6  | Phil Anderson (AUS)      | Phil Anderson (AUS)          |
| 2     | 12 mars | Bacoli - Cassino                      | 202,0 | Adriano Baffi (ITA)      | Phil Anderson (AUS)          |
| 3     | 13 mars | Cassino - Paglieta                    | 182,0 | Erich Maechler (SUI)     | Erich Maechler (SUI)         |
| 4     | 14 mars | Paglieta - Monte Urano                | 228,0 | Maurizio Fondriest (ITA) | Erich Maechler (SUI)         |
| 5     | 15 mars | Porto Recanati - Appignano            | 207,0 | Eric Vanderaerden (BEL)  | Erich Maechler (SUI)         |
| 6a    | 16 mars | Grottammare - S.B del Tronto          | 82,0  | Adriano Baffi (ITA)      | Erich Maechler (SUI)         |
| 6b    | 16 mars | S.B del Tronto - S.B del Tronto (clm) | 18,3  | Erich Maechler (SUI)     | Erich Maechler (SUI)         |

## Classement général
|    | Cycliste            | Pays      | Équipe           | Temps            |
| -- | ------------------- | --------- | ---------------- | ---------------- |
| 1  | Erich Maechler      | Suisse    | Carrera Jeans    | 24 h 46 min 34 s |
| 2  | Tony Rominger       | Suisse    | Chateau d'Ax     | + 16 s           |
| 3  | Rolf Sørensen       | Danemark  | Ariostea         | + 21 s           |
| 4  | Eric Vanderaerden   | Belgique  | Panasonic        | + 28 s           |
| 5  | Edwig van Hooydonck | Belgique  | Superconfex-Yoko | + 36 s           |
| 6  | Maurizio Fondriest  | Italie    | Alfa Lum         | + 41 s           |
| 7  | Phil Anderson       | Australie | TVM              | + 43 s           |
| 8  | Michael Wilson      | Australie | Weinmann-Suisse  | + 49 s           |
| 9  | Luca Gelfi          | Italie    | Del Tongo        | + 52 s           |
| 10 | Giuseppe Petito     | Italie    | Gis Gelati       | + 56 s           |